# عبد المعز عبد الستار
عبد المعز عبد الستار أحمد (1916- 2011 م) عالم وداعية مصري، عضو الاتحاد العالمي لعلماء المسلمين وأحد دعاة الإخوان المسلمين المعروفين في مصر وقطر. وهو أول من أرسله حسن البنا من الإخوان إلى فلسطين عام 1946.

## وفاته
توفي عبد المعز عبد الستار يوم الأربعاء 13 أبريل 2011، وصُلي عليه صلاة الجنازة في مقبرة بوهامور بدولة قطر، عصر الخميس 14 أبريل 2011.

## وصلات خارجية
- عبد المعز عبد الستار.
- أغبطه وهم يدفنونه!، صحيفة المصريون، 18 أبريل 2011
- الشيخ عبد المعز عبد الستار: كنتُ أول من أرسله الإمام الشهيد حسن البنّا إلى فلسطين، مجلة المجتمع، 9 أغسطس 2008م
- الشيخ عبد المعز عبد الستار: بعض سرايا العصابات الصهيونية تدربت في مصر على أيدي الإنجليز!، مجلة المجتمع، 16 أغسطس 2008م